# Église Saint-Martin de Boulieu-lès-Annonay
L'église Saint-Martin est érigée dans la commune de Boulieu-lès-Annonay, département de l'Ardèche en région Auvergne-Rhône-Alpes. L'édifice est situé au centre du village. 

## Historique
Les documents cités dans la bibliographie de l'article permettent d'établir la chronologie suivante : 
- 1095 : Première preuve écrite de l’existence de Boulieu.
- 1275 : Guillaume de Roussillon lègue une somme à l’église par testament. Elle dépend alors du prieuré de Peaugres.
- 1381 : Boulieu devient un village fortifié.
- 1476 : Les religieux célestins de Colombier-le-Cardinal deviennent les prieurs de Peaugres. L’église de Boulieu passe sous leur dépendance.
- 1523 : Mention écrite de l’église dans le « pouillé de l’église de Vienne ». Boulieu et l’ensemble des paroisses vivaroises situées au nord du Doux dépendent alors de l’archidiocèse de Vienne (Isère). L'église d’alors est un édifice étroit et resserré entre la fortification Est du village et le cimetière qui l’entoure.
- 1575 : Pillage de Boulieu (guerres de Religion).
- 1594 - 1635 : Conflit juridique entre les paroissiens de Boulieu et les religieux célestins de Colombier-le-Cardinal. Le procès est perdu par les religieux devant le Parlement de Toulouse. Les paroissiens pourront agrandir leur église.
- 1655 - 1657 : Agrandissement de l’édifice. Le mur sud-est conservé, la nef est doublée en largeur, nouveau portail avec frontispice rappelant ces travaux. Le nouveau chœur dépasse les limites des murailles tout comme le clocher qui est construit à proximité.

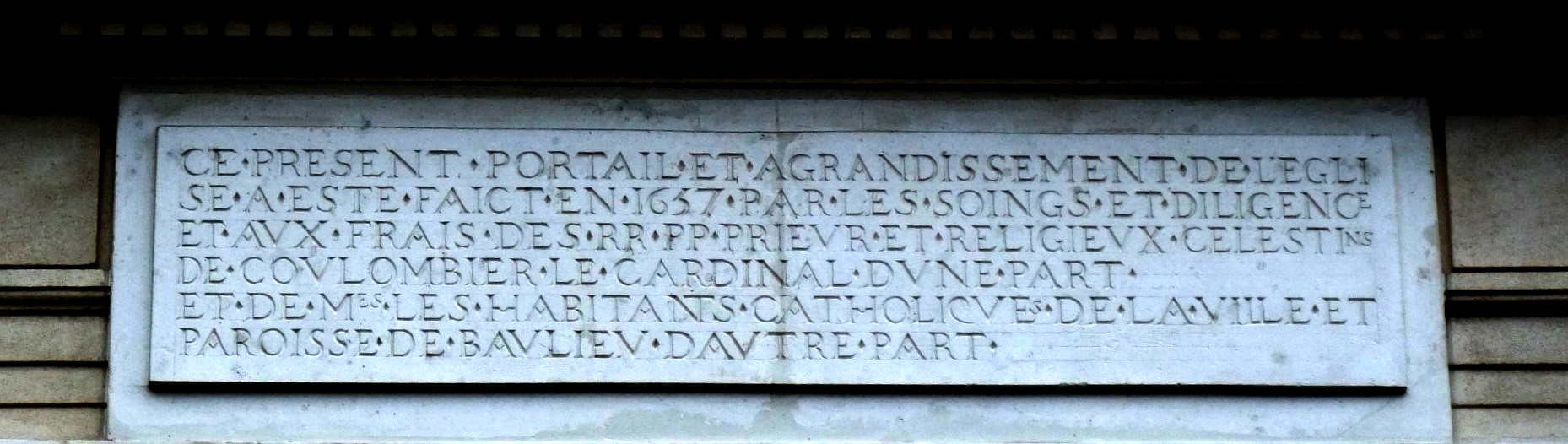
Boulieu inscription église.

- 1686 : Visite d'Henri de Villars, archevêque de Vienne
- 1688 - 1689 : Construction des piliers intérieurs et des voûtes.
- 1777 :  Transfert du cimetière entourant l’église à son emplacement actuel.
- 1789 : Révolution…
- 1793 : Fermeture de l’église au culte ?
- 1802 : Réouverture officielle au culte : l’église demeure paroissiale dans le cadre de la mise en place de l’organisation temporelle concordataire.
- 1826 : Constitution du cadastre « napoléonien » de Boulieu.
- 1850 : Rehausse du clocher qui prend sa forme actuelle [1].
- 1906 : Inventaire de l’église dans le cadre de la Loi de séparation des Églises et de l'État. L'opération, prévue le 1er mars se déroule après forçage des portes le 8 mars. Elles en portent encore les traces en 2019.
- 1945 : Rénovation du clocher et de l’intérieur. Les piliers perdent leur crépis et laissent apparaître leurs pierres de l'appareillage.
- 1952, 1973 et 1978 : Classement ou inscription d’objets de l’église parmi les Monuments historiques.
- 1960 : Mise en place de l’orgue.
- 1994 : La paroisse de Boulieu-lès-Annonay et les autres paroisses catholiques de la banlieue d’Annonay (sauf Roiffieux) forment l’« ensemble inter-paroissial d'Annonay - rural ».
- 1997 : Nouvelle restauration, l’église prend son aspect actuel.
- 2003 : Création de la paroisse « Saint-Christophe lès Annonay », par fusion des paroisses catholiques existantes (1er janvier) [2].
- 2012 : Ouverture de l'édifice dans le cadre de la « Nuit des églises »  en lien avec la Conférence des évêques de France.
- 2016 : Campagne de travaux : la toiture puis la peinture des plafonds sont reprises.
- 2021 : Création de la paroisse « Bienheureux Gabriel Longueville » du Bassin d'Annonay par fusion des paroisses « Sainte-Claire » d’Annonay, de Roiffieux et de La Vocance et « Saint-Christophe lès Annonay » (1er mai) [3].

## Description générale

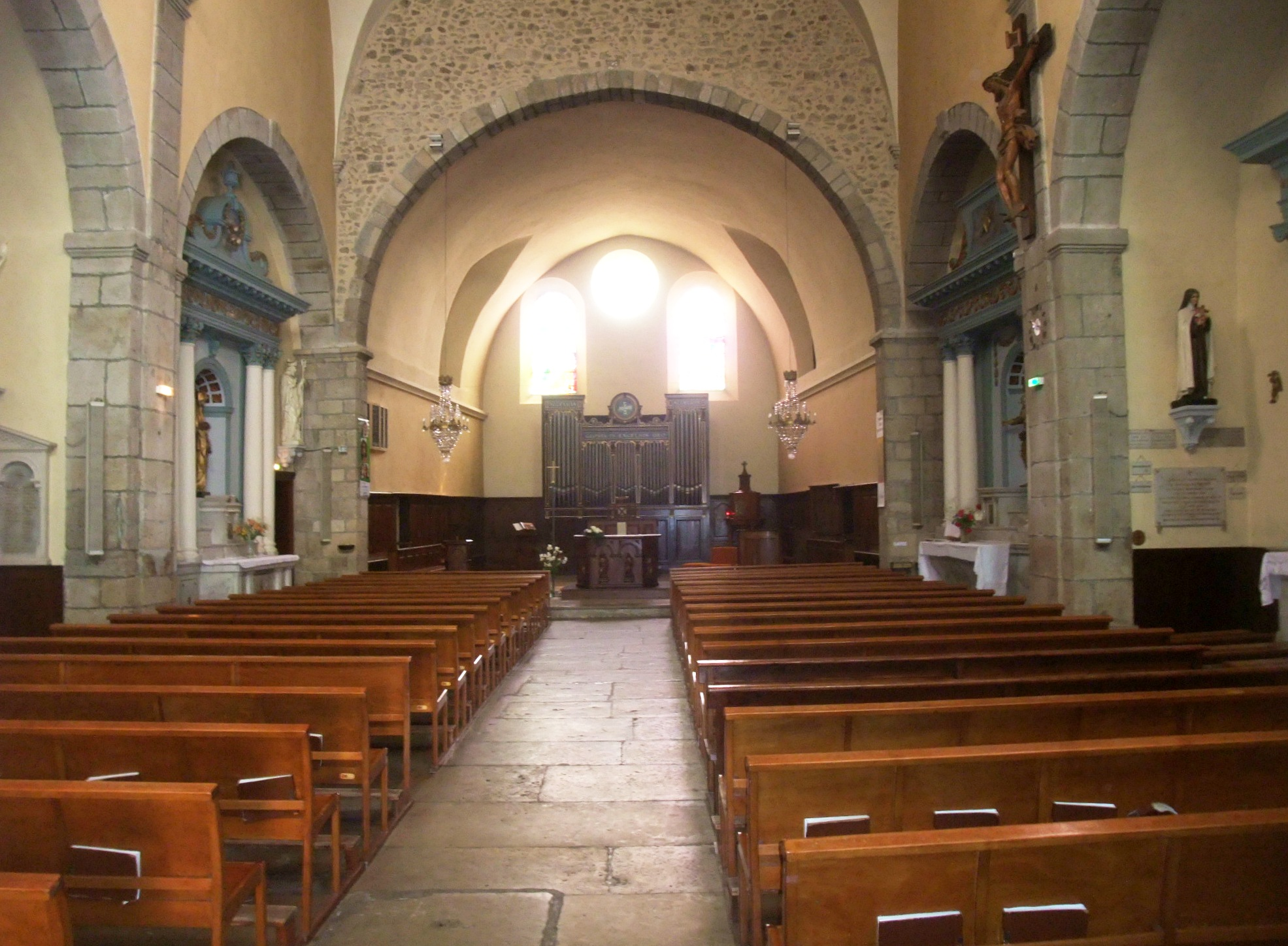
Boulieu église intérieur.

Composée d’une nef et d’un chœur, l’édifice présente un chevet plat. L’ensemble est recouvert de tuiles creuses. Son clocher de section carrée présente une hauteur de 40 mètres. Placé contre un mur du chœur il est de style franc-comtois. Les raisons de ce choix restent actuellement mystérieuses. Sa toiture en ardoise offre une forme travaillée en arrondie. Elle est surmontée d’une boule de cuivre qui est remplie de sable et d’une boite qui contient les plans du clocher et de l’église. La croix qui surplombe l’ensemble à 2,20 m de hauteur. Sur la façade se trouve la délimitation horizontale entre la base du XVIIe siècle, et la partie bâtie au XIXe siècle. 
L'intérieur de l'église intègre plusieurs chapelles, qui étaient autrefois entretenues par des familles du village. Au sol, les dalles témoignent que le sous-sol de l'église a servi de caveau.

## Vocable
Saint Martin de Tours est le patron de cette église.

## Visite de l'édifice

### Le sanctuaire

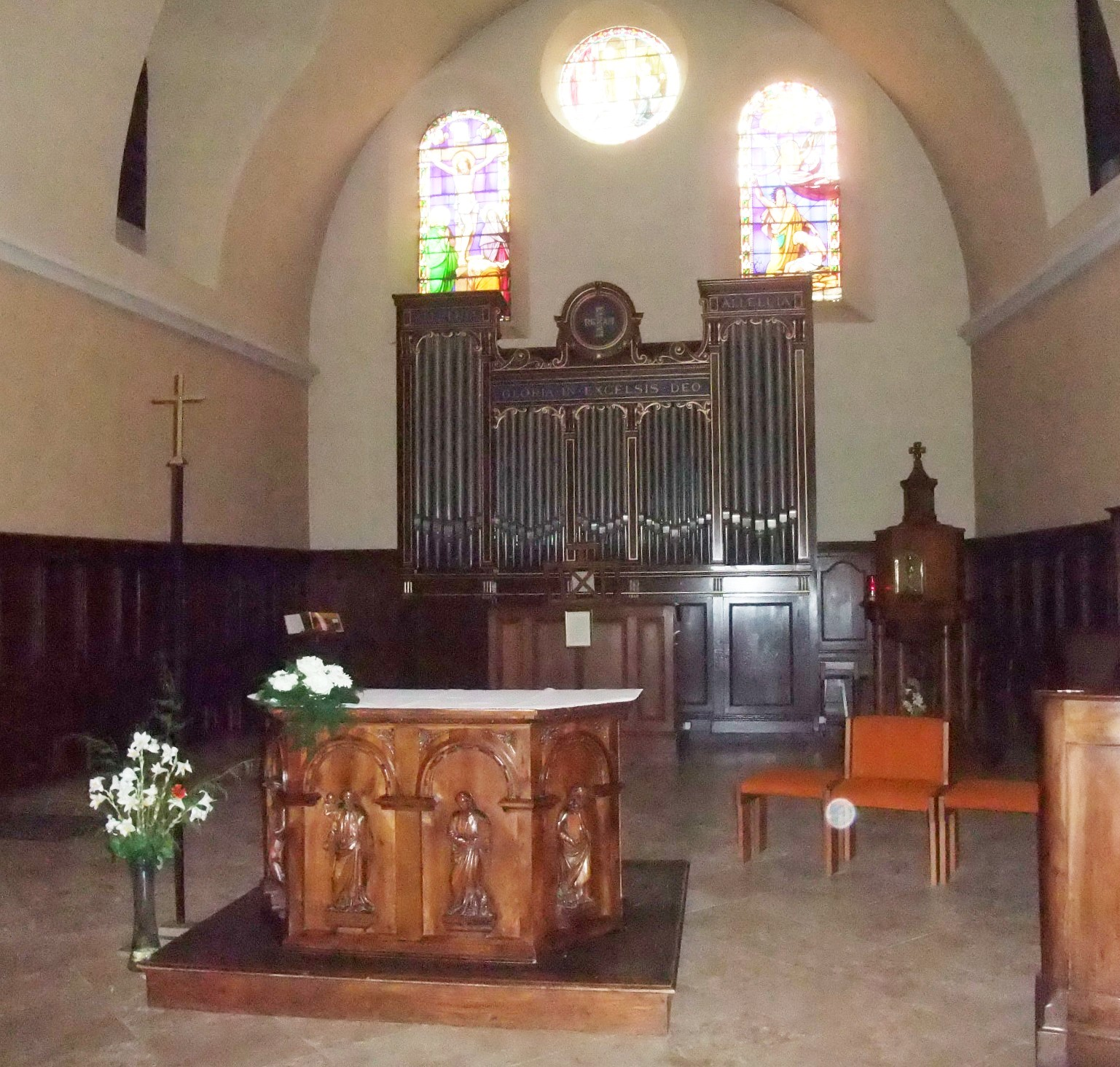
Boulieu église orgue et chœur.

Plusieurs éléments aux fonctions liturgiques précises : 
- le siège de présidence.
- la Croix du Christ.
- l’ambon.
- l’autel.
- le tabernacle.

En l’église Boulieu-lès-Annonay, l’ambon, l’autel et le tabernacle ont été réalisés à partir d’éléments de la chaire par les membres d’une association locale « Les Compagnons du Patrimoine » .

### Vitraux
Certains vitraux ont des motifs géométriques, d’autres, les plus visibles, représentent diverses scènes ou des portraits de saints. Ceux de l’abside sont très lumineux en début de journée. Les fidèles, les visiteurs peuvent y reconnaître notamment : « Le Sacrifice au long de l’histoire du salut » avec trois verrières : 
- Abraham et son fils Isaac,
- La crucifixion,
- Saint Martin célèbre le sacrifice eucharistique au centre.

Avec les verrières de la façade principale éclairées au soleil couchant peut être reconnue la vie de saint Martin : 
- Saint Martin partageant son manteau,
- Saint Martin visite les familles pauvres de la région de Tours,

Et au-dessus de la porte principale : L’agneau immolé et vainqueur. Deux autres fenêtres présentent des éléments figuratifs :
- Deux anges portant les instruments de la passion sous la forme d’une verrière.
- Saint François Régis, un saint très populaire en Ardèche puisque vénéré à Lalouvesc, village situé à environ 40 km au sud de l’église. Ce dernier élément est une toile imitant un vitrail car plaqué contre le mur du clocher.

### Tableaux
Un tableau de l’église est recensé sur la base Palissy : La Présentation de l'Enfant Jésus au Temple. Datant du XVIe siècle, il a été classé monument historique au titre d'objet le 11 juillet 1978. Cette peinture porte à gauche l'écusson de Boulieu, un coq sur fond d'or et à droite l'écusson de la famille du Peloux, seigneurs de Gourdan.
En décoration, on trouve d’autres tableaux comme :
- L’Adoration des bergers de Guy François, XVIIe siècle,
- Le prophète Balaam et son anesse,
- Saint Jean-Baptiste,
- un Évangéliste, un Père de l’Eglise ou Saint Jérôme (?)

### Sculptures

#### Statues
Plusieurs statues décorent l'église : 
- Saint Jean-Marie Vianney, curé d’Ars,
- Saint Antoine de Padoue,
- Sainte Thérèse de l’Enfant-Jésus,
- Sainte Jeanne d’Arc,
- Saint Michel,
- Saint Joseph,
- Sainte Marie,
- Sainte Anne,
- Saint Pierre,
- Saint François d’Assise,
- Saint Martin.

Elles datent soit de la fin du XIXe siècle, soit de la première moitié du XXe siècle.

#### Chemin de croix
Le Chemin de Croix rappelle différents épisodes en quatorze stations du premier vendredi saint : la Passion du Christ. Ici, il daterait de la deuxième moitié du  XXe siècle.

#### Autres éléments
Une partie du mobilier de l’église est recensé sur la base Palissy comme :
- des stalles datant du XVe siècle, classées monument historique au titre d'objet le 12 juin 1952[5]
- le meuble de sacristie de style Louis XIII inscrit monument historique au titre d'objet le 14 août 1973[6].

### Orgues
L’orgue est un « Merklin » (contrairement à l'affichage en place) datant de la fin du XIXe siècle. Il a été restauré en 2006. Quatre mots agencés en forme de croix grecque se trouvent sur le buffet : LEX, REX, LUX, PAX se traduisant ainsi LOI, ROI, LUMIERE, PAIX : La loi du roi (Dieu) est lumière et paix. Ce texte est accompagné des mots « Alléluia » et de la phrase « Gloria in excelsis deo ». Avant d’être installé dans l’église l’instrument a appartenu à M. Guinamard, organiste d’Écully (Rhône) .

## Chronologie des curés

### ? – 1994
Un curé, aidé parfois d'un vicaire a la charge de la paroisse dont le territoire correspond approximativement à celui de la commune.

### 1994 – 2003
Une équipe presbytérale dont les membres sont « curés in solidum » (responsables solidairement) a la charge de l’ensemble des paroisses catholiques de la banlieue d’Annonay (ensemble inter-paroissial d'Annonay - rural).

### 2003 – 2021
Avec la création de la paroisse Saint-Christophe dont le territoire comprend la banlieue d'Annonay, à l'exception de Roiffieux et de la vallée de La Vocance, une équipe d’animation pastorale (E.A.P.) composée de laïcs en mission et de prêtres nommés « curés in solidum » à la charge de la paroisse nouvelle.

### Depuis 2021
Avec la création de la paroisse « Bienheureux Gabriel Longueville » dont le territoire correspond au bassin de vie d'Annonay, une équipe d’animation pastorale (E.A.P.) présidée par un prêtre nommé « curé » à la charge de la paroisse nouvelle.